# Israel en los Juegos Olímpicos de Helsinki 1952
Israel participó en los Juegos Olímpicos por primera vez en Helsinki 1952. Fue representado por un total de 25 deportistas, 22 hombres y 3 mujeres, que compitieron en 5 deportes.
El portador de la bandera en la ceremonia de apertura fue el jugador de baloncesto Abraham Shneior. El equipo olímpico israelí no obtuvo ninguna medalla en estos Juegos.